# Shakespeare en la selva
Shakespeare en la selva (en inglés Shakespeare in the bush) es un artículo de carácter antropológico escrito por Laura Bohannan y publicado por la revista Natural History en el año 1966. La autora describe en primera persona el momento en el que relata a los ancianos del poblado de la etnia Tiv, en el que está haciendo trabajo de campo, la trama de la obra de Shakespeare, Hamlet.
Su hipótesis inicial, que la condición humana es similar en todos los pueblos y, por eso, solo cabe una única interpretación de una narración determinada, se verá refutada cuando los ancianos de la tribu se niegan a aceptar ciertas cuestiones sobre el linaje, el parentesco o la brujería y los presagios que aparecen en la obra. Se confirma así la idea de que una obra literaria, estimada universal, puede ser entendida de modos diferentes, ya que existe un abanico de interpretaciones posibles en diversos contextos culturales a la hora de comprender una misma lectura. 